# Kömlő
Kömlő is een plaats (község) en gemeente in het Hongaarse comitaat Heves. Kömlő telt 1939 inwoners (2005).

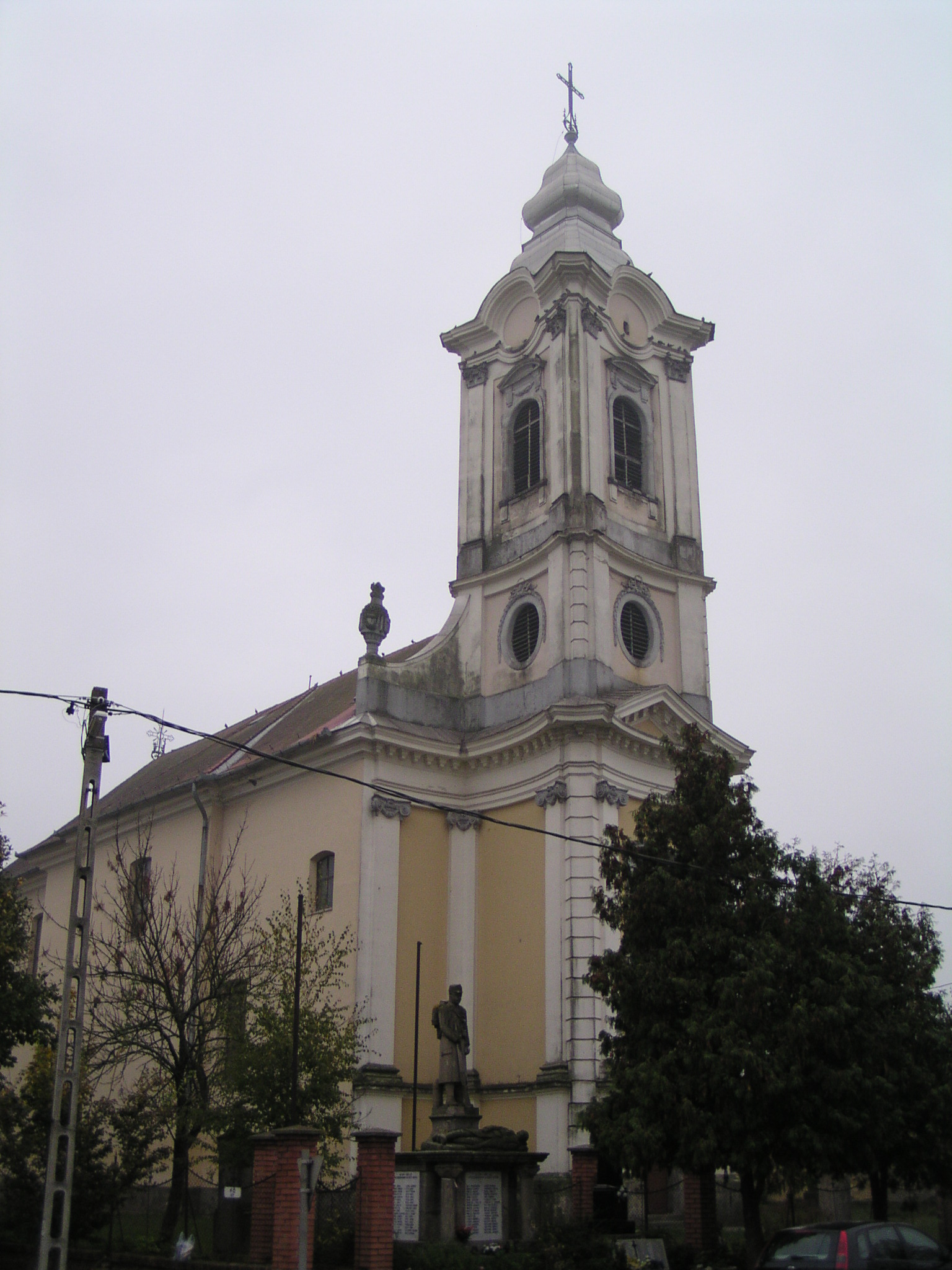
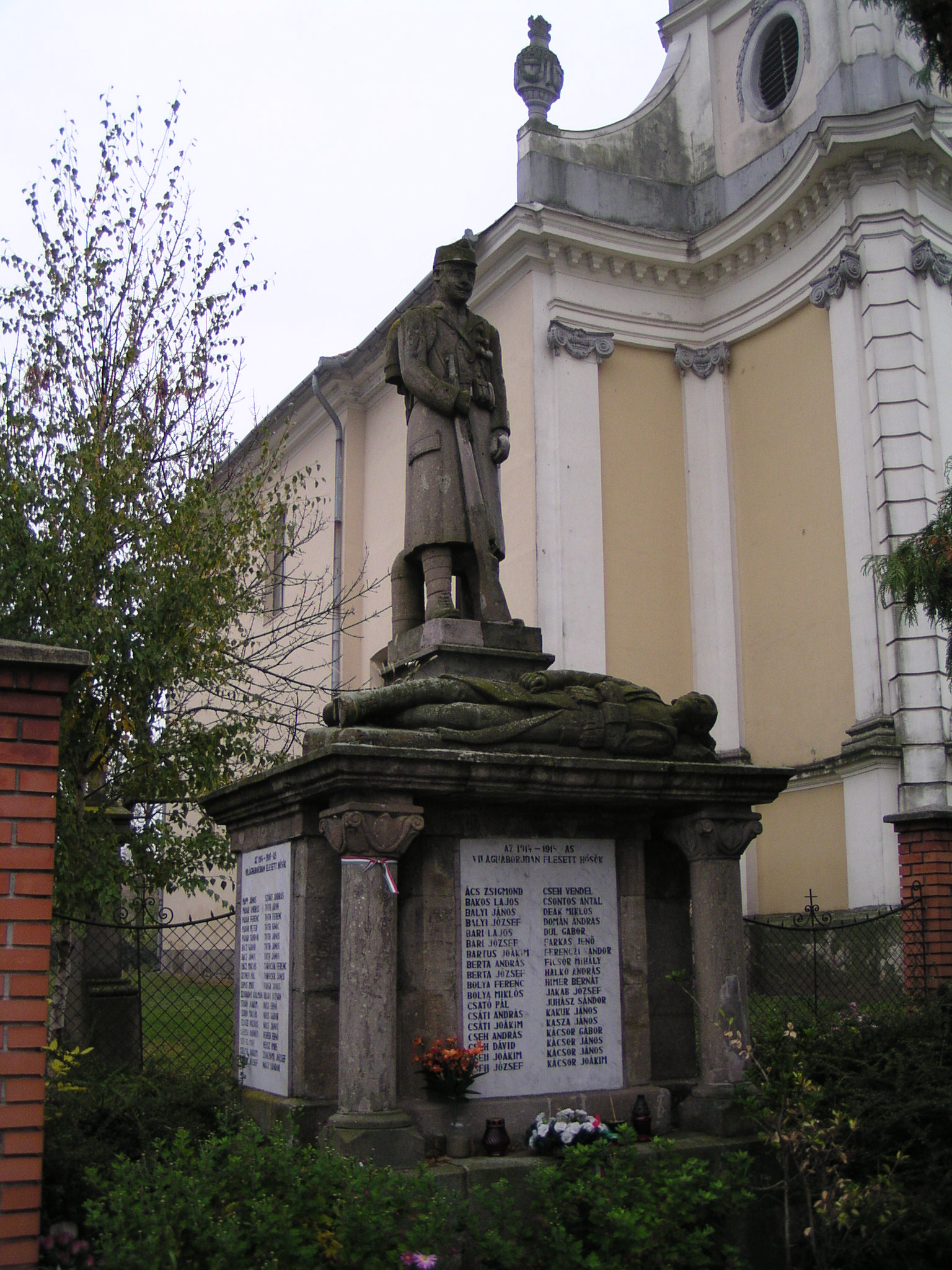